# Муниципальное образование Бойловское
Муниципальное образование Бойловское — упразднённое сельское поселение в составе Кадуйского района Вологодской области.
Центр — деревня Бойлово.

## История
В 1999 году был утверждён список населённых пунктов Вологодской области. Согласно этому списку в Бойловский сельсовет входили 11 населённых пунктов. 
24 августа 2001 года была зарегистрирована новая деревня Малая Горка.
1 января 2006 года в соответствии с Федеральным законом № 131 «Об общих принципах организации местного самоуправления в Российской Федерации» образовано муниципальное образование Бойловское, в состав которого вошёл Бойловский сельсовет.
Законом Вологодской области от 30 марта 2015 года № 3603-ОЗ муниципальные образования Андроновское, Бойловское и Никольское преобразованы путём объединения в сельское поселение Никольское с административным центром в селе Никольском.

## География
Располагалось на востоке района. Граничило:
- на северо-западе с Андроновским сельским поселением,
- на западе с Никольским сельским поселением,
- на юго-западе с Рукавицким сельским поселением,
- на юго-востоке с Нелазским сельским поселением Череповецкого района,
- на востоке с Абакановским сельским поселением Череповецкого района.

По территории сельского поселения протекает река Андога и её приток Шухтовка, река Шулма.

## Населённые пункты
В состав сельского поселения входили 12 населённых пунктов, в том числе
11 деревень,
1 посёлок.
| Населённый пункт       | ОКАТО          | Рег. номер | Расстояние до районного центра, км | Расстояние до центра поселения, км | Координаты                      |
| ---------------------- | -------------- | ---------- | ---------------------------------- | ---------------------------------- | ------------------------------- |
| деревня Бойлово        | 19 226 812 001 | 3710       | 19                                 | —                                  | 59°18′05″ с. ш. 37°16′07″ в. д. |
| деревня Большая Горка  | 19 226 812 002 | 3711       | 22                                 | 3                                  | 59°18′17″ с. ш. 37°17′53″ в. д. |
| деревня Жуков Починок  | 19 226 812 003 | 3712       | 25                                 | 6                                  | 59°19′52″ с. ш. 37°19′01″ в. д. |
| деревня Зыково         | 19 226 812 004 | 3713       | 25                                 | 6                                  | 59°16′38″ с. ш. 37°21′44″ в. д. |
| деревня Ивачево        | 19 226 812 005 | 3714       | 20                                 | 1                                  | 59°21′43″ с. ш. 37°19′52″ в. д. |
| деревня Малая Горка    | 19 226 812 012 | 8297       |                                    |                                    | 59°18′08″ с. ш. 37°18′18″ в. д. |
| деревня Марлыково      | 19 226 812 006 | 3715       | 24                                 | 5                                  | 59°15′06″ с. ш. 37°24′25″ в. д. |
| деревня Мыза           | 19 226 812 007 | 3716       | 24                                 | 5                                  | 59°20′14″ с. ш. 37°18′47″ в. д. |
| деревня Нижний Починок | 19 226 812 008 | 3717       | 26                                 | 7                                  | 59°20′12″ с. ш. 37°19′09″ в. д. |
| деревня Спирютино      | 19 226 812 009 | 3718       | 20                                 | 1                                  | 59°17′22″ с. ш. 37°20′14″ в. д. |
| посёлок Фанерный Завод | 19 226 812 010 | 3719       | 22                                 | 3                                  | 59°16′42″ с. ш. 37°16′44″ в. д. |
| деревня Ярышево        | 19 226 812 011 | 3720       | 21                                 | 2                                  | 59°16′21″ с. ш. 37°22′27″ в. д. |